# Valentina Höll
Valentina « Vali » Höll , née le 11 décembre 2001 à Salzbourg, est une coureuse cycliste autrichienne, spécialiste de la descente en VTT. Elle est triple championne du monde de descente en 2022, 2023 et 2024.

## Biographie
Valentina Höll est venue au VTT grâce à ses parents, qui faisaient également du VTT et ont entre autres participé à la Bike Transalp. Elle commence le VTT de descente à l'âge de 12 ans. En l'absence de compétition féminine dans sa catégorie, elle court souvent avec les garçons. À l'âge de 13 ans, elle signe son premier contrat de sponsoring.
En 2018, dès sa première année chez les juniors, elle remporte les sept manches et le général de la Coupe du monde de descente et devient également championne du monde de descente juniors. Avec son temps lors de la première course de Coupe du monde à Lošinj, elle aurait même terminé dans le top 6 des élites. Pour sa deuxième année junior en 2019, elle remporte  à nouveau la Coupe du monde de descente, remportant six des huit manches et terminant deuxième des deux autres. Elle est également championne du monde de descente juniors pour la deuxième année.
Elle passe en catégorie élite en 2020. Pour ses premiers mondiaux élites en 2020, elle court dans sa ville natale de Leogang et remporte la manche de qualification. Cependant, lors de l'entraînement pour la finale, elle chute et se blesse au pied, et doit déclarer forfait,.
En septembre 2021, elle profite des chutes de Myriam Nicole pour remporter les deux dernières manches de Coupe du monde à Snowshoe et s'adjuger le classement général final,.

## Palmarès en VTT

### Championnats du monde
- Lenzerheide 2018
  -  Championne du monde de descente juniors
- Mont-Sainte-Anne 2019
  -  Championne du monde de descente juniors
- Val di Sole 2021
  - 12e de la descente
- Les Gets 2022
  -  Championne du monde de descente
- Fort William 2023
  -  Championne du monde de descente
- Pal Arinsal 2024
  -  Championne du monde de descente

### Coupe du monde
- Coupe du monde de descente juniors (2)
  - 2018 : 1re du classement général, vainqueur de 7 manches
  - 2019 : 1re du classement général, vainqueur de 6 manches

- Coupe du monde de descente (3)
  - 2021 : 1re du classement général, vainqueur de 2 manches
  - 2022 : 3e du classement général, vainqueur de 2 manches
  - 2023 : 1re du classement général, vainqueur de 4 manches
  - 2024 : 1re du classement général, vainqueur de 2 manches

### Championnats d'Europe
- Lousã 2018
  -  Médaillée d'argent de la descente juniors
- Champéry 2024
  -  Médaillé d'argent de la descente

### Championnat d'Autriche
- 2019
  -  Championne d'Autriche de descente
- 2020
  -  Championne d'Autriche de descente
- 2022
  -  Championne d'Autriche de descente
- 2023
  -  Championne d'Autriche de descente

## Distinctions
- Cycliste autrichienne de l'année : 2022